# Філідор-лісовик іржастий
Філідо́р-лісови́к іржастий (Clibanornis rubiginosus) — вид горобцеподібних птахів родини горнерових (Furnariidae). Мешкає в Мексиці, Центральній і Південній Америці. Виділяють низку підвидів.

## Опис
Довжина птаха становить 17-20 см, вага 39-52 г. Представники підвиду C. r. obscurus важать 23-35 г. Забарвлення переважно рудувато-коричневе, нижня частина тіла дещо світліша, горло має оранжевий відтінок. Хвіст відносно довгий. Дзьоб довгий, прямий і міцний, сіруватий. Виду не притаманний статевий диморфізм. Молоді птахи мають світліше забарвлення, горло і груди у них темні.

## Підвиди
Виділяють тринадцять підвидів:
- C. r. guerrerensis (Salvin & Godman, 1891) — південно-західна Мексика (Герреро, західна Оахака);
- C. r. rubiginosus (Sclater, PL, 1857) — гори на сході Мексики (південний схід Сан-Луїс-Потосі, схід Ідальго, західний Веракрус, східна Пуебла, північна і північно-східна Оахака);
- C. r. veraepacis (Salvin & Godman, 1891) — гори на півдні Мексики (східна Оахака, Чіапас), в Гватемалі, Гондурасі та на півночі Нікарагуа;
- C. r. fumosus (Salvin & Godman, 1891) — гори на крайньому південному заході Коста-Рики та на заході Панами (Чирикі, захід Ґуна-Яли);
- C. r. saturatus (Chapman, 1915) — гори на сході Панами (Панама, Дар'єн) та на північному заході Колумбії (Антіокія);
- C. r. sasaimae (Meyer de Schauensee, 1947) — західні схили Східного хребта Колумбійських Анд (Бояка, Кундінамарка);
- C. r. nigricauda (Hartert, E, 1898) — західна Колумбія (Серранія-де-Баудо, передгір'я Західного хребта Анд), Еквадор (на південь до Ель-Оро) та крайня північ Перу (Тумбес);
- C. r. venezuelanus (Zimmer, JT & Phelps, 1947) — тепуї на півдні Венесуели (Амасонас, Болівар) та в прилеглих районах Бразилії;
- C. r. cinnamomeigula (Hellmayr, 1905) — південно-західна Венесуела (захід Апуре) і передгір'я Східного хребта Колумбійських Анд (Мета);
- C. r. caquetae (Meyer de Schauensee, 1947) — східні передгір'я Анд на півдні Колумбії (Нариньйо, Какета, Путумайо) та на північному сході Еквадору (Сукумбіос);
- C. r. brunnescens (Berlioz, 1927) — східні передгір'я Анд на сході Еквадору (на південь від Напо) та на північному сході Перу (Амазонас);
- C. r. watkinsi (Hellmayr, 1912) — східні передгір'я Анд в Перу (на південь від Сан-Мартіну) та північний Болівії (Ла-Пас) і крайній захід Бразилії (Акрі);
- C. r. obscurus (Pelzeln, 1859) — Гвіана і північний схід бразильської Амазонії (на північ від Амазонки).

Колумбійський філідор раніше вважався підвидом іржастого філідора-лісовика, однак був визнаний окремим видом.

## Поширення і екологія
Іржасті філідори-лісовики мешкають в Мексиці, Гватемалі, Гондурасі, Нікарагуа, Коста-Риці, Панамі, Колумбії, Венесуелі, Гаяні, Французькій Гвіані, Суринамі, Бразилії, Еквадорі, Перу і Болівії. Вони живуть у вологих гірських і рівнинних тропічних лісах. Зустрічаються на висоті до 1800 м над рівнем моря. 